# Campeonato Mundial de Xadrez de 2004 (FIDE)
O Campeonato Mundial de Xadrez de 2004 da FIDE foi realizado em Tripoli, com o mesmo sistema eliminatório das competições anteriores. As primeiras seis rodadas foram realizadas entre 19 de junho e 4 de julho e a partida final entre 8 de julho e 13 de julho. O GM Rustam Kasimdzhanov do Uzbequistão venceu a competição contra o GM britânico Michael Adams por 4½-3½ e tornou-se o 19º campeão mundial.
|                     | 1 | 2 | 3 | 4 | 5 | 6 | 7 | 8 | Total |
| ------------------- | - | - | - | - | - | - | - | - | ----- |
| Michael Adams       | ½ | 0 | 1 | 0 | 1 | ½ | 0 | ½ | 3½    |
| Rustam Kasimdzhanov | ½ | 1 | 0 | 1 | 0 | ½ | 1 | ½ | 4½    |